# Que Será Será (Law Nebka Sawa)
«Que Será Será (Law Nebka Sawa)» es el sencillo de la es una canción del cantante y la cantante libanesa Hiba Tawaji y compositor puertorriqueño Luis Fonsi. Fue escrita por Fonsi, Tawaji, bajo producción de Oussama Rahbani y Frederic Savio.
Fue lanzada a través de Universal Music el Fue lanzado por la el 7 de octubre de 2022, Universal Music Group, Universal Arabic Music, Universal Music Latino y Republic Records, junto con un vídeo musical que lo acompaña.

## Historial de lanzamiento
| Región | Fecha                | Formato(s)                  | Discográfica    | Ref   |
| ------ | -------------------- | --------------------------- | --------------- | ----- |
| Varios | 7 de octubre de 2022 | Descarga digital, streaming | Universal Music | [ 3 ] |